# 安達峰一郎
安達 峰一郎（あだち みねいちろう、1869年7月27日〈明治2年6月19日〉 - 1934年〈昭和9年〉12月28日）は、日本の外務官僚、国際法学者。法学博士。メキシコ公使、ベルギー大使、フランス大使を経て、アジア人初の常設国際司法裁判所所長。山形県出身。

## 経歴
アジア系として初の常設国際司法裁判所の所長（判事としては国内2人目）となるが、所長就任早々、祖国の日本が満州事変を起こし、国際連盟を脱退することになる。所長3年の任期を終え、1934年（昭和9年）1月から平判事になったが、日本の国際連盟脱退問題の悩みから6月に体調を崩し、8月に重い心臓病を発症。同年12月28日、オランダのアムステルダムにある病院で死去した。この時、オランダは国葬の礼をもって、国際平和に尽力した多大の功績と栄誉を称えた。墓所は横浜市総持寺。
1968年（昭和43年）より優れた国際法の研究業績をあげた研究者に対し安達の名前を冠した「安達峰一郎記念賞」が授賞されている。
曾孫に詩人の河津聖恵がいる。

## 略歴

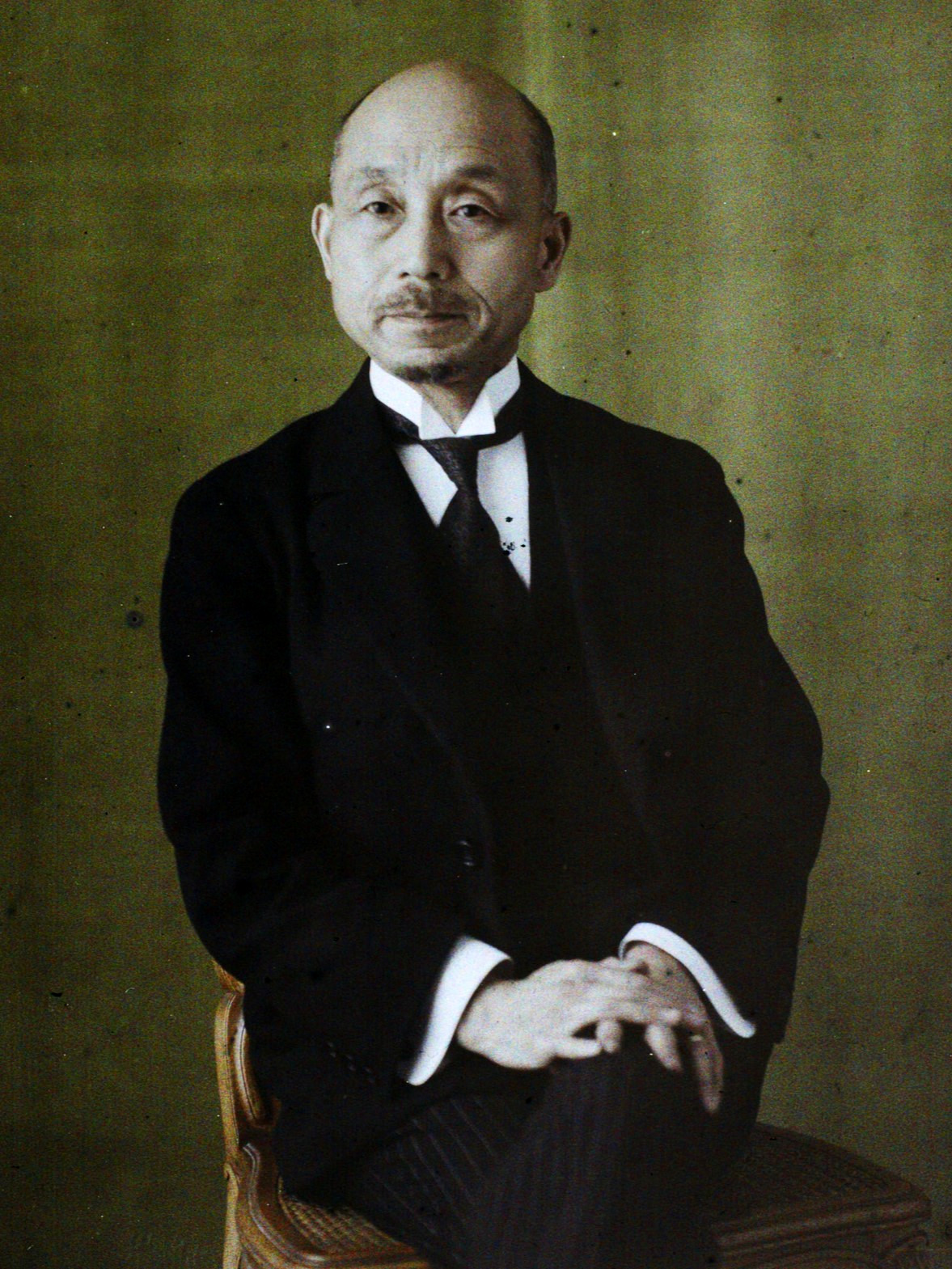
駐仏大使時代の安達峰一郎（1929年、オートクローム撮影）

ポーツマス条約時の安達（手前の一番左）

- 1869年 - 羽前国村山郡高楯村（のち山形県東村山郡山辺町）に生まれる[2]。
- 1882年 - 山形師範学校附属中学校（のち山形県立山形東高等学校）に入学[3]高橋辰太と山科宣次（のち森竹次郎（森泰吉郎の父磯次郎養父）長女　章と結婚）と「水魚の友」となる。
- 1884年 - 上京し、司法省法学校に入学。卒業後東京大学法学部仏法科に入学し、英語、フランス語、イタリア語を習得。恩師・宮城浩蔵（明治大学創設者の一人）の紹介で、お雇い外国人で法理学のボアソナードや国際法学者のアレッサンドロ・パテルノストロの通訳を担当する。
- 1892年 - 東京帝国大学法科大学仏法科を卒業、外務省に入省。試補となり、和仏法律学校（現・法政大学）、明治法律学校講師も務める[4]。
- 1893年 - 条約改正取調委員。公使館書記生としてイタリアに赴任し、外交官補に任ぜられる[4]。
- 1905年 - 日本全権小村寿太郎の随員として、日露戦争講和のポーツマス条約草案作成にあたる。
- 1907年 - 法学博士の学位を授与される。
- 1913年 - メキシコ公使。
- 1917年 - ベルギー公使。
- 1919年 - 第一次世界大戦のパリ講和会議日本代表代理。
- 1920年 - 国際連盟第1回総会 日本代表代理として活躍。
- 1921年 - ベルギー大使（公使館が大使館に格上げの為）。
- 1921年 - 国際連盟第2回総会日本代表（以後、第10回総会まで連続して日本代表）。
- 1926年 - （駐ベルギー大使のまま）国際連盟組織委員会委員[5]。
- 1927年 - フランス大使。
- 1928年 - パリ不戦条約締結に参与。
- 1929年 - ハーグ対独賠償会議日本代表。この会議でフランスとイギリスが激しく対立した時、調停の依頼を受けた安達は、日本流の茶会を開いて両国代表を招いて和解させ、会議を成功に導いた。
- 1930年 - 常設国際司法裁判所2期目の判事選挙で最高得票で当選。（判事の任期は9年）。
- 1931年 - 常設国際司法裁判所の第4代所長（裁判長）となる[6]。（所長の任期は3年）。
- 1934年 - 逝去。オランダ国葬、常設国際司法裁判所葬。

## 親族
妻の鏡子（1870年生）は、山形の士族・高澤佐德の長女で、女子高等師範学校出身、宮内省東宮（嘉仁親王）職御用掛（1908～12年）、次いで皇后宮（貞明皇后）御用掛（1912～1917年）。長女・功の夫に武富敏彦、二女萬里の夫に河津益雄（河津暹の異母弟）、妹・きみの子に今井達夫がいる。

## 学者としての顕彰
- ハーグ国際法アカデミー教授（1924年）
- 万国国際法学会（定員60名）の日本人初の正会員（1924年）
- 日本学士院　帝国学士院会員（定員100名）（1925年）
- ルーベン大学法学部名誉教授（1927年）
- アメリカ国際法協会名誉会員（1931年）
- アメリカ芸術科学アカデミー名誉会員（1932年）
- オランダ科学協会会員（1933年）

## 栄典
位階
- 1893年（明治26年）12月16日 - 従七位[7]
- 1897年（明治30年）12月28日 - 従六位[8]
- 1900年（明治33年）6月11日 - 正六位
- 1912年（明治45年）3月1日 - 従四位[9]
- 1917年（大正6年）3月20日 - 正四位[10]
- 1927年（昭和2年）4月15日 - 正三位[11]

勲章等
| 受章年                     | 略綬 | 勲章名                 | 備考 |
| -------------------------- | ---- | ---------------------- | ---- |
| 1895年（明治28年）8月20日  |      | 勲六等単光旭日章       |      |
| 1900年（明治33年）12月20日 |      | 勲五等瑞宝章           |      |
| 1901年（明治34年）10月21日 |      | 双光旭日章             |      |
| 1906年（明治39年）4月1日   |      | 明治三十七八年従軍記章 |      |
| 1912年（明治45年）5月24日  |      | 勲一等瑞宝章           |      |
| 1912年（大正元年）8月1日   |      | 韓国併合記念章         |      |
| 1915年（大正4年）11月10日  |      | 大礼記念章             |      |
| 1920年（大正9年）5月26日   |      | 旭日大綬章             |      |
| 1934年（昭和9年）12月29日  |      | 旭日桐花大綬章         |      |

外国勲章等佩用允許
| 受章年                     | 国籍                         | 略綬 | 勲章名                                               | 備考 |
| -------------------------- | ---------------------------- | ---- | ---------------------------------------------------- | ---- |
| 1897年（明治30年）3月29日  | イタリア王国                 |      | 王冠勲章オフヒシエー                                 |      |
| 1897年（明治30年）9月14日  | イタリア王国                 |      | 王冠第三等勲章                                       |      |
| 1897年（明治30年）11月19日 | ポルトガル王国               |      | ヴィラ・ヴィソーザ無原罪の聖母騎士団勲章コマンドール |      |
| 1900年（明治33年）1月26日  | フランス共和国               |      | レジオンドヌール勲章シュヴァリエ                     |      |
| 1901年（明治34年）12月5日  | スペイン王国                 |      | イサベル・ラ・カトリカ星章付二等勲章                 |      |
| 1902年（明治35年）10月28日 | フランス共和国               |      | レジオンドヌール勲章オフィシエ                       |      |
| 1907年（明治40年）10月23日 | フランス共和国               |      | レジオンドヌール勲章コマンドゥール                   |      |
| 1908年（明治41年）4月29日  | ロシア帝国                   |      | 神聖スタニスラス第一等勲章                           |      |
| 1908年（明治41年）10月12日 | 大清帝国                     |      | 二等第一双龍宝星                                     |      |
| 1910年（明治43年）2月4日   | オーストリア＝ハンガリー帝国 |      | フランツ・ヨーゼフ星章付第二等勲章                   |      |
| 1913年（大正2年）1月31日   | フランス共和国               |      | レジオンドヌール勲章グラントフィシエ                 |      |
| 1916年（大正5年）2月15日   | ロシア帝国                   |      | 神聖アンナ第一等勲章                                 |      |
| 1922年（大正11年）8月29日  | ベルギー王国                 |      | レオポール勲章グランクロア                           |      |
| 1926年（大正15年）11月12日 | ベルギー王国                 |      | 王冠勲章グランクロア                                 |      |
| 1926年（大正15年）11月12日 | ルーマニア王国               |      | エトアルドルーマニー勲章グランクロア                 |      |
| 1926年（大正15年）11月12日 | エストニア共和国             |      | 第一種第一級自由十字章                               |      |
| 1929年（昭和4年）9月28日   | ユーゴスラビア王国           |      | 聖サヴァ勲章グランドクロス                           |      |
| 1930年（昭和5年）7月2日    | フランス共和国               |      | レジオンドヌール勲章グランクロア                     |      |
| 1930年（昭和5年）7月24日   | ポーランド共和国             |      | オドロゼニアポルスキー勲章グランクロア               |      |
| 1930年（昭和5年）11月1日   | ルクセンブルク公国           |      | クーロンヌ・ド・シェーヌ勲章グランクロア             |      |

## 関連書籍
- 柳原正治、篠原初枝[編]（2017年）『安達峰一郎：日本の外交官から世界の裁判官へ』東京大学出版会。ISBN 4130362593
- 安達峰一郎[著]、柳原正治[編]（2019年）『世界万国の平和を期して：安達峰一郎著作選』東京大学出版会。ISBN 4130362704
- 柳原正治（2022年）『帝国日本と不戦条約：外交官が見た国際法の限界と希望』NHKブックス。ISBN 4140912766